# 熊本県道285号宮野河内新合線
熊本県道285号宮野河内新合線（くまもとけんどう285ごう みやのかわちしんごうせん）は、熊本県天草市を通る一般県道である。

## 概要

### 路線データ
- 起点：熊本県天草市河浦町宮野河内（熊本県道26号本渡牛深線交点）
- 終点：熊本県天草市河浦町新合（国道266号交点）

## 地理

### 通過する自治体
- 天草市

### 交差する道路
| 交差する道路           | 交差する場所   | 交差する場所 |
| ---------------------- | -------------- | ------------ |
| 熊本県道26号本渡牛深線 | 河浦町宮野河内 | 起点         |
| 国道266号              | 河浦町新合     | 終点         |

### 沿線
- 宮野河内湾
- 天草市役所 新合出張所

### 峠
- 阿津木峠